# غواصة يو بي-5
يو بي-5 غواصة ألمانية من فئة يو بي1 خدمت في البحرية الإمبراطورية الألمانية خلال الحرب العالمية الأولى. أغرقت خمس سفن خلال حياتها المهنية وأعطبت في ألمانيا في عام 1919.